# آنژ-فلیکس پاتاسه
آنژ-فلیکس پاتاسه (فرانسوی: Ange-Félix Patassé‎؛ ۲۵ ژانویهٔ ۱۹۳۷ – ۵ آوریل ۲۰۱۱) یک سیاست‌مدار اهل جمهوری آفریقای مرکزی بود.